# Valentin Paquay
Le bienheureux Valentin Paquay, né Jean-Louis Paquay à Tongres (Belgique) le 17 novembre 1828 et décédé à Hasselt (Belgique) le 1er janvier 1905, est un prêtre franciscain belge (flamand). Sa grande piété et son accueil bienveillant lui attirent de très nombreux pénitents dans son confessionnal de l’église Saint-Roch, à Hasselt. Mort en odeur de sainteté il est béatifié par Jean-Paul II en 2003. Liturgiquement il est commémoré le 1er janvier.

## Formation et sacerdoce
Son père est cultivateur et sa mère appartient à une famille bourgeoise de Tongres. Ils tiennent une auberge à Tongres. Jean-Louis étudie au collège communal de Tongres.
Un événement de 1835 change sa vie. Pour la première fois depuis la révolution française les rédemptoristes prêchent une mission paroissiale dans l’église Notre-Dame de Tongres : elle dure 15 jours. L’expérience est nouvelle et nombreux sont les fidèles qui y prennent part, écoutant les sermons, participant aux cérémonies et se confessant auprès des religieux. Le prêtre rédemptoriste Bernard Hafkenscheid en est le prédicateur principal. Bien qu’il n’ait que 13 ans Jean-Louis est touché par la ferveur ambiante. Il décide que telle sera sa voie.

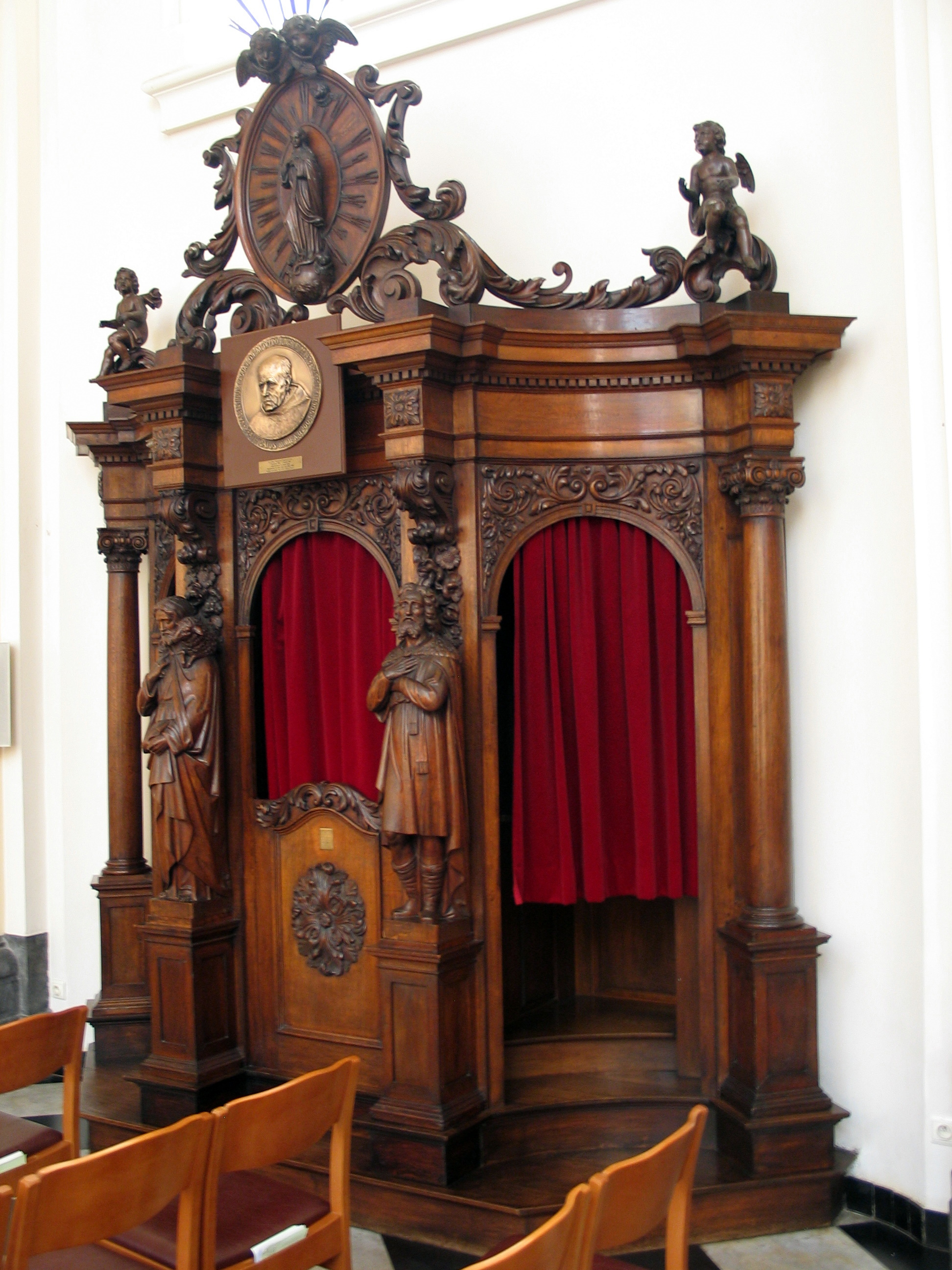
Son confessionnal avec le médaillon

En 1845 il quitte l’école de Tongres et entre au petit séminaire de Saint-Trond. Il n’est pas brillant élève mais est assidu aux études. Sa piété et son esprit religieux impressionnent. Désirant une vie plus austère il entre chez les franciscains et fait son noviciat à Tielt près de Gand. Lorsqu’il prononce ses vœux de religion, il devient le ‘Frère Valentin’. Le cours de philosophie à Rekem et celui de théologie à Saint-Trond le conduisent au sacerdoce : il est ordonné prêtre le 10 juin 1854.
Il est nommé au couvent franciscain de Hasselt et y exercera son ministère durant une cinquantaine d’années, c’est-à-dire toute sa vie sacerdotale...

## Ministère du confessionnal
Bientôt son grand dévouement et humilité profonde lui attirent la sympathie de tous : on lui donne le nom de ‘Heilig Paterke’ (le ‘Saint petit père’). Il prêche dans la basilique Notre-Dame Virga-Jessé, visite les malades et les mourants. Il y dispose d’un confessionnal où les pénitents viennent nombreux pour le sacrement de réconciliation. Son accueil, sa miséricorde, et une certaine aptitude à lire dans les âmes en les libérant parfois d’un grand poids, attirent les foules au point que, à l’instar du curé d’Ars, il passe la plus grande partie de ses journées au confessionnal. Cela devient son apostolat principal.
Après 40 ans passés en services pastoraux à la basilique Notre-Dame Virga-Jessé et 10 ans à l’église Saint-Roch, toutes deux à Hasselt, Valentin Paquay meurt le 1er janvier 1905, des suites d’une gangrène sénile. Une foule considérable participe aux obsèques et accompagne la procession qui conduit son corps au cimetière d’Hasselt.

## Vénération et béatification
Son tombeau attirant des pèlerins de plus en plus nombreux un monument plus élaboré est érigé dans le cimetière même, et une demande de béatification est introduite. En 1926 son corps est exhumé et transféré dans une petite chapelle spécialement construite comme annexe à l’église Saint-Roch des franciscains. Le 4 mai 1970 le pape Paul VI signe le décret de ‘héroïcité des vertus’. Un musée lui est également consacré.
Le pape Jean-Paul II béatifie le Frère Valentin Paquay, humble franciscain, le 9 novembre 2003, sur la place Saint-Pierre de Rome. Liturgiquement il est commémoré le 1er janvier, jour anniversaire de son décès.